# Campeonato Brasileiro de Futebol Feminino de 2022
A Série A1 do Campeonato Brasileiro de Futebol Feminino de 2022, oficialmente Brasileirão Feminino Neoenergia 2022 - Série A1 por motivos de patrocínio, foi a 10ª edição da maior competição nacional de futebol feminino organizada pela Confederação Brasileira de Futebol (CBF). A disputa teve o mesmo regulamento dos anos anteriores, quando foi implementado o sistema de primeira fase e fase final. Além disso, o campeonato teve início no dia 6 de março e terminou no dia 24 de setembro, havendo uma pausa na competição durante a Copa América Feminina de 2022, entre os dias 8 a 30 de julho, na Colômbia.
O título desta edição ficou com o Corinthians, que se classificou na quarta posição e prosseguiu na fase eliminatória superando Real Brasília, Palmeiras e Internacional. Foi o quarto título do clube na história da competição. O campeão e o vice-campeão garantiram as vagas para à Libertadores de 2023.
O rebaixamento para a Série A2 começou a ser definido na décima segunda rodada, quando Red Bull Bragantino teve seu descenso matematicamente confirmado após a vitória do Cruzeiro sobre o Santos. Na antepenúltima rodada, o CRESSPOM foi rebaixado após perder para o Palmeiras por goleada (1–7), no Abadião. Na penúltima rodada os dois últimos clubes rebaixados foram conhecidos: o São José-SP, que perdeu para o Grêmio por 3–1 no Martins Pereira, e o ESMAC, ao perder para o Corinthians por 4–0 no Parque São Jorge.

## Regulamento
O campeonato seguirá a fórmula dos anos anteriores, sendo disputado em quatro fases: na primeira fase os 16 clubes jogaram no modelo de pontos corridos, em turno único. Os oito primeiros se classificaram para as quartas de final e os quatro últimos serão rebaixados para a Série A2 de 2023. Nas quartas de final, os clubes se enfrentaram no sistema eliminatório, classificando-se o vencedor de cada grupo. Na semifinal, os clubes também se enfrentaram no sistema eliminatório classificando-se o vencedor de cada grupo para a final, onde, por fim, os dois clubes se enfrentaram também no sistema eliminatório para definir o campeão.
1. Primeira fase: 16 clubes jogam todos contra todos em turno único.
2. Segunda Fase (quartas de final): oito clubes distribuídos em quatro grupos de dois clubes cada.
3. Terceira fase (semifinal): quatro clubes distribuídos em dois grupos de dois clubes cada.
4. Quarta fase (final): em um grupo de dois clubes, de onde sairá o campeão.

### Critérios de desempate
Em caso de empate de pontos entre dois ou mais clubes, os critérios de desempate são aplicados na seguinte ordem:
1. Número de vitórias
2. Saldo de gols
3. Gols marcados
4. Número de cartões vermelhos
5. Número de cartões amarelos
6. Sorteio

## Participantes
| Equipe              | Cidade              | Estado | Em 2021       | Estádio (mando)                    | Capacidade | Títulos              |
| ------------------- | ------------------- | ------ | ------------- | ---------------------------------- | ---------- | -------------------- |
| Atlético Mineiro    | Belo Horizonte      | MG     | 2º (Série A2) | Estádio das Alterosas              | 2 000      | 0 (não possui)       |
| Avaí/Kindermann     | Caçador             | SC     | 8º            | Estádio Carlos Alberto Costa Neves | 6 500      | 0 (não possui)       |
| Corinthians         | São Paulo           | SP     | 1º            | Parque São Jorge                   | 16 000     | 3 (2018, 2020, 2021) |
| CRESSPOM            | Brasília            | DF     | 4º (Série A2) | Abadião                            | 5 000      | 0 (não possui)       |
| Cruzeiro            | Belo Horizonte      | MG     | 11º           | Estádio das Alterosas              | 2 000      | 0 (não possui)       |
| ESMAC               | Ananindeua          | PA     | 3º (Série A2) | Francisco Vasques                  | 6 000      | 0 (não possui)       |
| Ferroviária         | Araraquara          | SP     | 3º            | Fonte Luminosa                     | 20 950     | 2 (2014, 2019)       |
| Flamengo            | Rio de Janeiro      | RJ     | 9º            | Gávea                              | 8 000      | 1 (2016)             |
| Grêmio              | Porto Alegre        | RS     | 7º            | Vieirão                            | 4 700      | 0 (não possui)       |
| Internacional       | Porto Alegre        | RS     | 4º            | SESC Campestre                     | 2 800      | 0 (não possui)       |
| Palmeiras           | São Paulo           | SP     | 2º            | Allianz Parque                     | 43 713     | 0 (não possui)       |
| Real Brasília       | Brasília            | DF     | 10º           | Defelê                             | 1 500      | 0 (não possui)       |
| Red Bull Bragantino | Bragança Paulista   | SP     | 1º (Série A2) | CFA Jarinú                         | –          | 0 (não possui)       |
| Santos              | Santos              | SP     | 6º            | Vila Belmiro                       | 16 068     | 1 (2017)             |
| São José-SP         | São José dos Campos | SP     | 12º           | Martins Pereira                    | 16 500     | 0 (não possui)       |
| São Paulo           | São Paulo           | SP     | 5º            | Marcelo Portugal                   | 1 500      | 0 (não possui)       |

## Classificação da primeira fase
| Pos. | Equipes             | P  | J  | V  | E | D  | GP | GC | SG  | %  | M       | Classificação ou rebaixamento        |
| ---- | ------------------- | -- | -- | -- | - | -- | -- | -- | --- | -- | ------- | ------------------------------------ |
| 1    | Palmeiras           | 37 | 15 | 12 | 1 | 2  | 45 | 13 | +32 | 82 | Estável | Zona de classificação à próxima fase |
| 2    | São Paulo           | 35 | 15 | 11 | 2 | 2  | 30 | 13 | +17 | 77 | 1       | Zona de classificação à próxima fase |
| 3    | Internacional       | 33 | 15 | 10 | 3 | 2  | 27 | 13 | +14 | 73 | 1       | Zona de classificação à próxima fase |
| 4    | Corinthians         | 32 | 15 | 9  | 5 | 1  | 33 | 12 | +21 | 71 | Estável | Zona de classificação à próxima fase |
| 5    | Real Brasília       | 26 | 15 | 8  | 2 | 5  | 24 | 23 | +1  | 57 | 1       | Zona de classificação à próxima fase |
| 6    | Flamengo            | 25 | 15 | 7  | 4 | 4  | 25 | 17 | +8  | 55 | 1       | Zona de classificação à próxima fase |
| 7    | Ferroviária         | 24 | 15 | 7  | 3 | 5  | 23 | 14 | +9  | 53 | Estável | Zona de classificação à próxima fase |
| 8    | Grêmio              | 21 | 15 | 5  | 6 | 4  | 22 | 18 | +4  | 46 | Estável | Zona de classificação à próxima fase |
| 9    | Santos              | 20 | 15 | 6  | 2 | 7  | 33 | 24 | +9  | 44 | Estável | Eliminados na primeira fase          |
| 10   | Avaí/Kindermann     | 20 | 15 | 6  | 2 | 7  | 16 | 26 | –10 | 44 | 1       | Eliminados na primeira fase          |
| 11   | Atlético Mineiro    | 19 | 15 | 5  | 4 | 6  | 17 | 17 | 0   | 42 | 1       | Eliminados na primeira fase          |
| 12   | Cruzeiro            | 13 | 15 | 3  | 4 | 8  | 14 | 18 | –4  | 28 | Estável | Eliminados na primeira fase          |
| 13   | São José-SP         | 9  | 15 | 2  | 3 | 10 | 11 | 35 | –24 | 20 | Estável | Zona de rebaixamento à Série A2 2023 |
| 14   | ESMAC               | 8  | 15 | 2  | 2 | 12 | 13 | 42 | –29 | 17 | Estável | Zona de rebaixamento à Série A2 2023 |
| 15   | Red Bull Bragantino | 7  | 15 | 1  | 4 | 10 | 11 | 23 | –12 | 15 | 1       | Zona de rebaixamento à Série A2 2023 |
| 16   | CRESSPOM            | 6  | 15 | 1  | 3 | 11 | 12 | 48 | –36 | 13 | 1       | Zona de rebaixamento à Série A2 2023 |

### Desempenho por rodada
Clubes que lideraram o campeonato ao final de cada rodada:
| Rodadas | Rodadas | Rodadas | Rodadas | Rodadas | Rodadas | Rodadas | Rodadas | Rodadas | Rodadas | Rodadas | Rodadas | Rodadas | Rodadas | Rodadas |
| ------- | ------- | ------- | ------- | ------- | ------- | ------- | ------- | ------- | ------- | ------- | ------- | ------- | ------- | ------- |
| 1       | 2       | 3       | 4       | 5       | 6       | 7       | 8       | 9       | 10      | 11      | 12      | 13      | 14      | 15      |
| RBR     | INT     | INT     | FER     | FER     | PAL     | PAL     | PAL     | PAL     | PAL     | PAL     | INT     | PAL     | PAL     | PAL     |

Clubes que ficaram na última posição do campeonato ao final de cada rodada:
| Rodadas | Rodadas | Rodadas | Rodadas | Rodadas | Rodadas | Rodadas | Rodadas | Rodadas | Rodadas | Rodadas | Rodadas | Rodadas | Rodadas | Rodadas |
| ------- | ------- | ------- | ------- | ------- | ------- | ------- | ------- | ------- | ------- | ------- | ------- | ------- | ------- | ------- |
| 1       | 2       | 3       | 4       | 5       | 6       | 7       | 8       | 9       | 10      | 11      | 12      | 13      | 14      | 15      |
| AKI     | ESM     | ESM     | RBB     | RBB     | RBB     | RBB     | RBB     | RBB     | RBB     | RBB     | RBB     | RBB     | RBB     | CRE     |

## Fase final
As equipes que estão em italíco possuem o mando de campo no primeiro jogo e em negrito as equipes classificadas.
|  | Quartas-de-final                                  | Quartas-de-final                                  | Quartas-de-final                                  | Quartas-de-final                                  |   |           | Semifinais                                          | Semifinais                                          | Semifinais                                          | Semifinais                                          |  |             | Final                                       | Final                                       | Final                                       | Final                                       |  |  |
|  | 14 e 15 de agosto (ida) 20 a 22 de agosto (volta) | 14 e 15 de agosto (ida) 20 a 22 de agosto (volta) | 14 e 15 de agosto (ida) 20 a 22 de agosto (volta) | 14 e 15 de agosto (ida) 20 a 22 de agosto (volta) |   |           | 27 e 28 de agosto (ida) 10 e 12 de setembro (volta) | 27 e 28 de agosto (ida) 10 e 12 de setembro (volta) | 27 e 28 de agosto (ida) 10 e 12 de setembro (volta) | 27 e 28 de agosto (ida) 10 e 12 de setembro (volta) |  |             | 18 de setembro (ida) 24 de setembro (volta) | 18 de setembro (ida) 24 de setembro (volta) | 18 de setembro (ida) 24 de setembro (volta) | 18 de setembro (ida) 24 de setembro (volta) |  |  |
|  |                                                   |                                                   |                                                   |                                                   |   |           |                                                     |                                                     |                                                     |                                                     |  |             |                                             |                                             |                                             |                                             |  |  |
|  | Palmeiras                                         | 5                                                 | 2                                                 | 7                                                 |   |           |                                                     |                                                     |                                                     |                                                     |  |             |                                             |                                             |                                             |                                             |  |  |
|  | Grêmio                                            | 0                                                 | 1                                                 | 1                                                 |   |           |                                                     |                                                     |                                                     |                                                     |  |             |                                             |                                             |                                             |                                             |  |  |
|  | Grêmio                                            | 0                                                 | 1                                                 | 1                                                 |   | Palmeiras | 1                                                   | 0                                                   | 1                                                   |                                                     |  |             |                                             |                                             |                                             |                                             |  |  |
|  |                                                   |                                                   |                                                   |                                                   |   | Palmeiras | 1                                                   | 0                                                   | 1                                                   |                                                     |  |             |                                             |                                             |                                             |                                             |  |  |
|  |                                                   | Corinthians                                       | 2                                                 | 4                                                 | 6 |           |                                                     |                                                     |                                                     |                                                     |  |             |                                             |                                             |                                             |                                             |  |  |
|  | Corinthians                                       | Corinthians                                       | 2                                                 | 4                                                 | 6 | 2         | 1                                                   | 3                                                   |                                                     |                                                     |  |             |                                             |                                             |                                             |                                             |  |  |
|  | Corinthians                                       |                                                   |                                                   |                                                   |   | 2         | 1                                                   | 3                                                   |                                                     |                                                     |  |             |                                             |                                             |                                             |                                             |  |  |
|  | Real Brasília                                     | 0                                                 | 0                                                 | 0                                                 |   |           |                                                     |                                                     |                                                     |                                                     |  |             |                                             |                                             |                                             |                                             |  |  |
|  | Real Brasília                                     | 0                                                 | 0                                                 | 0                                                 |   |           |                                                     |                                                     |                                                     |                                                     |  | Corinthians | 1                                           | 4                                           | 5                                           |                                             |  |  |
|  |                                                   |                                                   |                                                   |                                                   |   |           |                                                     |                                                     |                                                     |                                                     |  | Corinthians | 1                                           | 4                                           | 5                                           |                                             |  |  |
|  |                                                   | Internacional                                     | 1                                                 | 1                                                 | 2 |           |                                                     |                                                     |                                                     |                                                     |  |             |                                             |                                             |                                             |                                             |  |  |
|  | São Paulo                                         | Internacional                                     | 1                                                 | 1                                                 | 2 | 0         | 2                                                   | 2                                                   |                                                     |                                                     |  |             |                                             |                                             |                                             |                                             |  |  |
|  | São Paulo                                         |                                                   |                                                   |                                                   |   | 0         | 2                                                   | 2                                                   |                                                     |                                                     |  |             |                                             |                                             |                                             |                                             |  |  |
|  | Ferroviária                                       | 0                                                 | 0                                                 | 0                                                 |   |           |                                                     |                                                     |                                                     |                                                     |  |             |                                             |                                             |                                             |                                             |  |  |
|  | Ferroviária                                       | 0                                                 | 0                                                 | 0                                                 |   | São Paulo | 1                                                   | 0                                                   | 1                                                   |                                                     |  |             |                                             |                                             |                                             |                                             |  |  |
|  |                                                   |                                                   |                                                   |                                                   |   | São Paulo | 1                                                   | 0                                                   | 1                                                   |                                                     |  |             |                                             |                                             |                                             |                                             |  |  |
|  |                                                   | Internacional                                     | 1                                                 | 1                                                 | 2 |           |                                                     |                                                     |                                                     |                                                     |  |             |                                             |                                             |                                             |                                             |  |  |
|  | Internacional                                     | Internacional                                     | 1                                                 | 1                                                 | 2 | 3         | 1                                                   | 4                                                   |                                                     |                                                     |  |             |                                             |                                             |                                             |                                             |  |  |
|  | Internacional                                     |                                                   |                                                   |                                                   |   | 3         | 1                                                   | 4                                                   |                                                     |                                                     |  |             |                                             |                                             |                                             |                                             |  |  |
|  | Flamengo                                          | 1                                                 | 1                                                 | 2                                                 |   |           |                                                     |                                                     |                                                     |                                                     |  |             |                                             |                                             |                                             |                                             |  |  |

## Final

### Ida
| 18 de setembro | Internacional | 1 – 1  | Corinthians   | Beira-Rio, Rio Grande do Sul                       |
| 11:00 (UTC−3)  | Millene 31'   | Súmula | 57' Jheniffer | Público: 36 330 Árbitro: PE Deborah Cecilia (FIFA) |

### Volta
| 24 de setembro | Corinthians                                                       | 4 – 1  | Internacional | Neo Química Arena, São Paulo                      |
| 14:00 (UTC−3)  | Jaqueline 22' · Diany 45' · Vic Albuquerque 47' · Jheniffer 90+1' | Súmula | 13' Sorriso   | Público: 41 070 Árbitro: SC Charly Deretti (FIFA) |

| Cores do Time · Cores do Time · Cores do Time · Cores do Time · Cores do Time | Cores do Time · Cores do Time · Cores do Time · Cores do Time · Cores do Time |

## Premiação
| Campeonato Brasileiro Feminino de 2022 – Série A1 |
| São Paulo                                         |
| ------------------------------------------------- |
| CORINTHIANS Campeã (4.º título)                   |

| Pos.             | Jogador               | Clube         |
| ---------------- | --------------------- | ------------- |
| G                | Lorena                | Grêmio        |
| LD               | Fê Palermo            | São Paulo     |
| Z                | Ingrid de Paula Silva | Internacional |
| Z                | Tarciane              | Corinthians   |
| LE               | Tamires               | Corinthians   |
| V                | Diany                 | Corinthians   |
| V                | Ary Borges            | Palmeiras     |
| M                | Duda Sampaio          | Internacional |
| M                | Gabi Zanotti          | Corinthians   |
| A                | Bia Zaneratto         | Palmeiras     |
| A                | Adriana Leal da Silva | Corinthians   |
| T                | Arthur Elias          | Corinthians   |
| Artilheira       | Cristiane Rozeira     | Santos        |
| Craque           | Duda Sampaio          | Internacional |
| Craque da Galera |                       |               |
| Gol mais bonito  |                       |               |
| Revelação        | Aline Gomes           | Ferroviária   |

| Pos.            | Jogador               | Clube         |
| --------------- | --------------------- | ------------- |
| G               | Lelê                  | Corinthians   |
| LD              | Fê Palermo            | São Paulo     |
| Z               | Andressa              | Corinthians   |
| Z               | Bruna Benites         | Internacional |
| LE              | Tamires               | Corinthians   |
| V               | Diany                 | Corinthians   |
| V               | Julia Bianchi         | Palmeiras     |
| M               | Gabi Zanotti          | Corinthians   |
| M               | Duda Sampaio          | Internacional |
| A               | Bia Zaneratto         | Palmeiras     |
| A               | Adriana Leal da Silva | Corinthians   |
| T               | Arthur Elias          | Corinthians   |
| Artilheira      | Cristiane Rozeira     | Santos        |
| Bola de Ouro    | Adriana Leal da Silva | Corinthians   |
| Gol mais bonito | Patrícia Sochor       | Palmeiras     |
| Revelação       | Tarciane              | Corinthians   |

### Jogadora do mês
| Mês      | Jogadora          | Pos. | Clube         | Estatísticas | Estatísticas | Estatísticas | Ref.   |
| Mês      | Jogadora          | Pos. | Clube         | J            | G            | A            | Ref.   |
| -------- | ----------------- | ---- | ------------- | ------------ | ------------ | ------------ | ------ |
| Março    | Byanca Brasil     | A    | Palmeiras     | 4            | 3            | 0            | [ 18 ] |
| Abril    | Gabi Zanotti      | M    | Corinthians   | 3            | 4            | 0            | –      |
| Maio     | Duda Sampaio      | M    | Internacional | 2            | 2            | 0            | [ 19 ] |
| Junho    | Duda Sampaio      | M    | Internacional | 3            | 1            | 1            | [ 20 ] |
| Agosto   | Adriana           | A    | Corinthians   | 4            | 3            | 1            | –      |
| Setembro | Jaqueline Ribeiro | A    | Corinthians   | 3            | 1            | 2            | –      |

## Estatísticas
| Gols | Jogadora         | Equipe          |
| ---- | ---------------- | --------------- |
| 13   | Cristiane        | Santos          |
| 9    | Adriana          | Corinthians     |
| 9    | Bia Zaneratto    | Palmeiras       |
| 9    | Rafa Travalão    | São Paulo       |
| 8    | Fabiola Sandoval | Avaí/Kindermann |
| 8    | Millene          | Internacional   |

| Total | Jogadora      | Equipe        |
| ----- | ------------- | ------------- |
| 11    | Duda Sampaio  | Internacional |
| 10    | Bia Zaneratto | Palmeiras     |
| 8     | Micaelly      | São Paulo     |
| 6     | Byanca Brasil | Palmeiras     |
| 6     | Cristiane     | Santos        |

### Hat-tricks
| Jogadora      | Clube       | Adversário  | Placar  | Data         | Ref.   |
| ------------- | ----------- | ----------- | ------- | ------------ | ------ |
| Marília       | Cruzeiro    | Flamengo    | 2-4 (F) | 18 de abril  | [ 23 ] |
| Gabi Zanotti  | Corinthians | São José-SP | 0-5 (F) | 25 de abril  | [ 24 ] |
| Bia Zaneratto | Palmeiras   | CRESSPOM    | 1-7 (F) | 19 de junho  | [ 25 ] |
| Ary Borges    | Palmeiras   | Grêmio      | 0-5 (F) | 14 de agosto | [ 26 ] |

### Poker-trick
| Jogadora         | Clube           | Adversário | Placar  | Data        | Ref.   |
| ---------------- | --------------- | ---------- | ------- | ----------- | ------ |
| Fabiola Sandoval | Avaí/Kindermann | ESMAC      | 5-2 (C) | 20 de março | [ 27 ] |

### Maiores públicos
Estes são os dez maiores públicos do Campeonato Brasileiro de Futebol Feminino de 2022:
| Nº | Público | Mandante         | Placar | Visitante     | Estádio             | Data           | Rodada           |
| -- | ------- | ---------------- | ------ | ------------- | ------------------- | -------------- | ---------------- |
| 1  | 41 070  | Corinthians      | 4–1    | Internacional | Neo Química Arena   | 24 de setembro | Final            |
| 2  | 36 330  | Internacional    | 1–1    | Corinthians   | Beira-Rio           | 18 de setembro | Final            |
| 3  | 18 622  | Corinthians      | 2–1    | Palmeiras     | Neo Química Arena   | 27 de agosto   | Semifinal        |
| 4  | 15 507  | Corinthians      | 1–0    | Real Brasília | Neo Química Arena   | 21 de agosto   | Quartas de final |
| 5  | 11 450  | Palmeiras        | 0–4    | Corinthians   | Allianz Parque      | 10 de setembro | Semifinal        |
| 6  | 7 101   | Internacional    | 1–1    | São Paulo     | Beira-Rio           | 28 de agosto   | Semifinal        |
| 7  | 5 947   | Palmeiras        | 2–0    | Corinthians   | Allianz Parque      | 4 de junho     | 11ª              |
| 8  | 3 431   | Atlético Mineiro | 1–1    | Corinthians   | Arena Independência | 14 de março    | 2ª               |
| 9  | 3 364   | Corinthians      | 4–0    | ESMAC         | Parque São Jorge    | 3 de agosto    | 14ª              |
| 10 | 2 644   | Corinthians      | 1–0    | Cruzeiro      | Canindé             | 18 de março    | 3ª               |

Considera-se apenas o público pagante
Fonte: 

## Classificação final
| Pos. | Equipes             | P  | J  | V  | E | D  | GP | GC | SG  | %  | Posição final                                      |
| ---- | ------------------- | -- | -- | -- | - | -- | -- | -- | --- | -- | -------------------------------------------------- |
| 1    | Corinthians         | 48 | 21 | 14 | 6 | 1  | 47 | 15 | +32 | 76 | Campeão e classificado à Libertadores de 2023      |
| 2    | Internacional       | 42 | 21 | 12 | 6 | 3  | 35 | 21 | +14 | 66 | Vice-campeão e classificado à Libertadores de 2023 |
| 3    | Palmeiras           | 43 | 19 | 14 | 1 | 4  | 53 | 20 | +33 | 75 | Eliminados nas semifinais                          |
| 4    | São Paulo           | 40 | 19 | 12 | 4 | 3  | 33 | 15 | +18 | 70 | Eliminados nas semifinais                          |
| 5    | Real Brasília       | 26 | 17 | 8  | 2 | 7  | 24 | 26 | –2  | 50 | Eliminados nas quartas de final                    |
| 6    | Flamengo            | 26 | 17 | 7  | 5 | 5  | 27 | 21 | +6  | 50 | Eliminados nas quartas de final                    |
| 7    | Ferroviária         | 25 | 17 | 7  | 4 | 6  | 23 | 16 | +7  | 49 | Eliminados nas quartas de final                    |
| 8    | Grêmio              | 21 | 17 | 5  | 6 | 6  | 23 | 25 | –2  | 41 | Eliminados nas quartas de final                    |
| 9    | Santos              | 20 | 15 | 6  | 2 | 7  | 33 | 24 | +9  | 44 |                                                    |
| 10   | Avaí/Kindermann     | 20 | 15 | 6  | 2 | 7  | 16 | 26 | –10 | 44 |                                                    |
| 11   | Atlético Mineiro    | 19 | 15 | 5  | 4 | 6  | 17 | 17 | 0   | 42 |                                                    |
| 12   | Cruzeiro            | 13 | 15 | 3  | 4 | 8  | 14 | 18 | –4  | 28 |                                                    |
| 13   | São José-SP         | 9  | 15 | 2  | 3 | 10 | 11 | 35 | –24 | 20 | Rebaixados à Série A2 2023                         |
| 14   | ESMAC               | 8  | 15 | 2  | 2 | 12 | 13 | 42 | –29 | 17 | Rebaixados à Série A2 2023                         |
| 15   | Red Bull Bragantino | 7  | 15 | 1  | 4 | 10 | 11 | 23 | –12 | 15 | Rebaixados à Série A2 2023                         |
| 16   | CRESSPOM            | 6  | 15 | 1  | 3 | 11 | 12 | 48 | –36 | 13 | Rebaixados à Série A2 2023                         |